# Dawsonoceras
Dawsonoceras is een geslacht van uitgestorven cephalopode weekdieren, dat leefde van het Midden-Siluur tot het Vroeg-Devoon.

## Beschrijving
Deze koppotige had een rechte, kegelvormige schelp. Het schelpoppervlak was beringd en was bedekt met rimpelige groeistrepen. De in het midden gelegen sipho was vrij dun. De lengte van de schelp bedroeg circa 12,5 centimeter.